# Mairan (kráter)
Mairan je impaktní kráter nacházející se zhruba uprostřed pevninského výběžku obklopeného měsíčními moři Oceanus Procellarum (Oceán bouří), Mare Imbrium (Moře dešťů) a Sinus Roris (Záliv rosy) na přivrácené straně Měsíce. Má průměr 40 km, ostré okrajové valy a postrádá centrální vrcholek.
Mairan T ležící západně je lunární dóm (typ štítové sopky) s vrcholovým kráterem. Brázda Rima Mairan se vine podél pobřeží výběžku jihozápadně od hlavního kráteru Mairan. Severozápadně se lze nalézt kráter Louville a severovýchodně o něco dále Sharp, který je srovnatelné velikosti jako Mairan.

## Název
Pojmenován je podle francouzského astronoma a geofyzika Jean-Jacquese d'Ortous de Mairana.

## Satelitní krátery
V okolí kráteru se nachází několik dalších kráterů. Ty byly označeny podle zavedených zvyklostí jménem hlavního kráteru a velkým písmenem abecedy.
| Mairan | Sel. šířka | Sel. délka | Průměr |
| ------ | ---------- | ---------- | ------ |
| A      | 38.6° S    | 38.8° Z    | 16 km  |
| C      | 38.6° S    | 46.0° Z    | 7 km   |
| D      | 40.9° S    | 45.4° Z    | 10 km  |
| E      | 37.8° S    | 37.2° Z    | 6 km   |
| F      | 40.3° S    | 45.1° Z    | 9 km   |
| G      | 40.9° S    | 50.8° Z    | 6 km   |
| H      | 39.3° S    | 40.0° Z    | 5 km   |
| K      | 40.8° S    | 41.0° Z    | 6 km   |
| L      | 39.0° S    | 43.2° Z    | 6 km   |
| N      | 39.2° S    | 45.5° Z    | 6 km   |
| T      | 41.7° S    | 48.3° Z    | 3 km   |
| Y      | 42.7° S    | 44.0° Z    | 7 km   |